# Battle Creek (Nebraska)
Battle Creek je grad u američkoj saveznoj državi Nebraska. Prema popisu stanovništva iz 2010. u njemu je živjelo 1,207 stanovnika.